# 狩野健斗
狩野 健斗（かのう けんと、1993年7月29日 - ）は、日本の元俳優。群馬県出身。元エイベックス・マネジメント所属。元イケ家!のメンバー（キャプテン）。

## 略歴・人物
2015年、GirlsAward×avex『Boys Award Audition』第1回特別賞受賞。
2021年2月28日をもってイケ家!が解散したことに伴い、同日付でエイベックス・マネジメントを退所し、自身のブログで芸能活動を終了することを表明した。最後の出演作は、同年6月公開の映画『ヒノマルソウル〜舞台裏の英雄たち〜』の船木和喜役。本来は前年公開予定だった。
趣味はフットサル、散歩。特技はサッカー。人見知りで赤面症をもっていた。

## 出演

### テレビドラマ
- 水曜ミステリー 邪魔 (2015年、テレビ東京)
- TBS日曜劇場下町ロケット（2015年、TBSテレビ）
- Lighthouse（2017年、BS日テレ）
- あおざくら防衛大学校物語（2019年12月23日、BSS山陰放送） - 松平容介 役

### テレビ番組
- スカッとジャパン（2018年、フジテレビ）

### 配信ドラマ
- 25歳イマドキ独身女がマッチングアプリをやってみた結果日記（2020年12月24日 - 31日、Paravi） - サブカルくん 役

### 映画
- 國士参上! (2016年)
- 高崎グラフィティ。 (2018年)
- 任侠学園 (2019年)
- ヒノマルソウル〜舞台裏の英雄たち〜（2021年） - 船木和喜 役

### 舞台
- 雨のち晴れ (2019年)
- 転校生 (2019年、演出：本広克行)
- あおざくら 防衛大学校物語（2020年4月9日 - 13日、三越劇場・4月17日 - 4月19日、COOL JAPAN PARK OSAKA） - 松平容介 役（新型コロナウイルス感染拡大を受けて公演中止）
- 朗読劇 READING LIVE DREAM ～2020 in August～　(2020年8月5日 - 8月16日、上野ストアハウス) - 今日助 役 - 内田航とダブルキャスト

### CM
- スバル 「Your story with－灯台篇」(2017年)